# Compulsion
Compulsion – album studyjny amerykańskiego pianisty jazzowego Andrew Hilla, wydany z numerem katalogowym BLP 4217 i BST 84217 w 1967 roku przez Blue Note Records.

## Powstanie
Materiał na płytę został zarejestrowany 8 października 1965 roku przez Rudy’ego Van Geldera w należącym do niego studiu (Van Gelder Studio) w Englewood Cliffs w stanie New Jersey. Produkcją albumu zajął się Alfred Lion.

## Lista utworów
Opracowano na podstawie materiału źródłowego.
Wydanie LP
Strona A
| Nr | Tytuł utworu | Muzyka      | Długość |
| -- | ------------ | ----------- | ------- |
| 1. | „Compulsion” | Andrew Hill | 14:14   |
| 2. | „Legacy”     | Hill        | 5:49    |
|    |              |             | 20:03   |

Strona B
| Nr | Tytuł utworu  | Muzyka | Długość |
| -- | ------------- | ------ | ------- |
| 1. | „Premonition” | Hill   | 10:29   |
| 2. | „Limbo”       | Hill   | 10:18   |
|    |               |        | 20:47   |

## Twórcy
Opracowano na podstawie materiału źródłowego.
Muzycy:
- Andrew Hill – fortepian
- Freddie Hubbard – trąbka, skrzydłówka
- John Gilmore – saksofon tenorowy, klarnet basowy
- Cecil McBee – kontrabas
- Richard Davis – kontrabas (3)
- Joe Chambers – perkusja
- Nadi Qamar – instrumenty perkusyjne, zanza
- Renaud Simmons – kongi, instrumenty perkusyjne

Produkcja:
- Alfred Lion – produkcja muzyczna
- Rudy Van Gelder – inżynieria dźwięku
- Reid Miles – projekt okładki, fotografia na okładce
- Nat Hentoff – liner notes
- Michael Cuscuna – produkcja muzyczna (reedycja z 2007)
- Bob Blumenthal – liner notes (2007)